# Giray Bulak
Giray Bulak (* 9. März 1958 in Trabzon) ist ein ehemaliger türkischer Fußballer und Fußballtrainer.

## Trainerkarriere
Giray Bulak begann seine Trainerkarriere 1989 bei Ipswich Town. Dort war er sechs Monate tätig. Danach betreute er Zonguldakspor, Çaykur Rizespor, Vanspor, Elazığspor, Konyaspor, Trabzonspor, Denizlispor, BB Ankaraspor und Vestel Manisaspor.
In der Saison 1996/97 gelang ihm mit Kardemir Karabükspor der Aufstieg in die Süper Lig.
Am 13. Januar 2008 saß Bulak das letzte Mal für Vestel Manisaspor auf der Trainerbank. In den letzten zehn Spielen holte er gerade mal ach Punkte. Ab Sommer 2008 trainierte er dann erneut Konyaspor.
Ab Februar 2012 war er als Trainer seines Heimatvereins und TFF 1. Lig-Klubs Çaykur Rizespor tätig. Hier ersetzte er den zurückgetretenen Hüseyin Kalpar. Mit seiner Mannschaft verpasste er am letzten Spieltag die Meisterschaft der TFF 1. Lig und musste in die Playoffs. Bereits in der ersten Playoff-Runde schied man gegen Adanaspor aus. Nach Saisonende einigte man sich auf eine weitere Zusammenarbeit. Diese Entscheidung wurde später verworfen und man trennte sich nach gegenseitigem Einvernehmen.
Für die Saison 2012/13 übernahm er bei Trabzonspor den Posten des Vereinsmanagers und arbeitete in dieser Funktion bis zum Jahresende. Ende Dezember 2012 nahm er das Angebot für den Cheftrainerposten beim Erstligisten Mersin İdman Yurdu an und verließ Trabzonspor. Er ersetzte den vorher zurückgetretenen Nurullah Sağlam. Nachdem Bulak beim abstiegsbedrohten Verein aus acht Ligaspielen nur vier Punkte holen konnte, wurde sein Vertrag nach dem 24. Spieltag nach gegenseitigem Einvernehmen aufgelöst.
Zur Saison 2017/18 übernahm er den Zweitligisten Adana Demirspor und zur Rückrunde der gleichen Saison Balıkesirspor.